# Artemi Koutraki
Artemi Koutraki (grekiska: Άρτεμη Κουτράκη), född 2 oktober 2008, är en grekisk konstsimmare.

## Karriär
I juni 2024 vid EM i Belgrad var Koutraki en del av Greklands lag som tog guld i det fria lagprogrammet samt silver i det akrobatiska lagprogrammet. I juni och juli 2024 vid junior-EM i Cottonera var hon en del av Greklands lag som tog silver i både det tekniska lagprogrammet och det akrobatiska lagprogrammet samt brons i det fria lagprogrammet.